# Rengasdengklok (ort i Indonesien)
Rengasdengklok är en ort i Indonesien.   Den ligger i provinsen Jawa Barat, i den västra delen av landet, 50 km öster om huvudstaden Jakarta. Rengasdengklok ligger 10 meter över havet och antalet invånare är 201 463.
Terrängen runt Rengasdengklok är mycket platt.Runt Rengasdengklok är det mycket tätbefolkat, med 1 632 invånare per kvadratkilometer. Rengasdengklok är det största samhället i trakten. Trakten runt Rengasdengklok består till största delen av jordbruksmark.